# El Ideal, Oaxaca
El Ideal är en ort i Mexiko.   Den ligger i kommunen San Lucas Ojitlán och delstaten Oaxaca, i den sydöstra delen av landet, 300 km sydost om huvudstaden Mexico City. El Ideal ligger 113 meter över havet och antalet invånare är 458.
Terrängen runt El Ideal är platt åt sydväst, men åt nordost är den kuperad. Runt El Ideal är det ganska glesbefolkat, med 39 invånare per kvadratkilometer. Närmaste större samhälle är Isla Soyaltepec, 13,3 km nordväst om El Ideal. Omgivningarna runt El Ideal är en mosaik av jordbruksmark och naturlig växtlighet.